# Kidnappet
Kidnappet er en dansk børnefilm fra 2010 med instruktion og manuskript af Vibeke Muasya.

## Handling
Det 12-årige adoptivbarn Simon rejser med sin danske mor til Kenya, hvor han er født. Simon har ikke den store interesse for sit fødeland og ville hellere være blevet i Danmark og spille fodbold. Allerede på rejsens første dag går det dog galt - Simon forsvinder, da han i jagten på sin elskede fodbold havner midt i Kibera - Østafrikas største slumby. Der er dog ingen fare på færde, før Simons mor beslutter at gå til medierne og udlove en dusør til den, der finder ham. Pludselig er Simon et jaget trofæ i et af verdens fattigste lande, men Simon opdager, at hans nye venner er klar til at hjælpe, hvor og når han mindst venter det.

## Medvirkende
- Simon Lougue Larsen - Simon
- Connie Nielsen - Susanne
- Lars Mikkelsen - Victor
- Amos Obdhimbo - Amos
- Irene Kayeri - Kanini
- Arnold Ochieng - Jabali
- Samuel Oduor - Kioko
- Bernard Okoth - Snake
- Fred Omolo - Mister T
- David Odhiambo Otieno - Slave
- Robert Bresson - K
- Robert Agengo - John
- Godfrey Ojiambo - Dr. Agengo
- Gilbert Lukalia - Politibetjent Ndambuki
- Matthew Ondiege - Politibetjent Mutuko
- Eddy Kimani - Hotel manager
- Lydia Gitachu - Kaninis mor
- Dorothy Oliech - Danielles veninde 1
- Angel Waruinge - Chloe
- Eunice Mueni - Danielles veninde 2
- Kibera Hamlets - Kibera Hamlets
- William "Bangkok" Ogutu - Vagt i natklub
- Nice Githinji - Lilly
- Shirleen Kiura - Danielle
- Kevin Otieno - Lille vagt i natklub
- Angela Musira - Heather
- Felix Smith - Træner Morten
- Brandon Okoth - Peter
- Teto Tutuma - Masaikriger
- Mburu Kimani - Safari van chauffør
- Elizabeth Mulinge - Veronica Muasya
- Keith Pearson - Guide
- Moses Ivayo - Skomager
- Mukami Njiru - Kvinde med forkert Simon
- Jomo Wilson - Engelsk dreng
- Pili Wilson - Engelsk pige
- David Mulwa - Mand i burgerstand
- Caroline Midimo - Kibera sygeplejerske
- Rose Kayetsa - Gammel dame
- Lucas Otieno - Smed
- Bryce Ulrich-Nielsen - Benjamin
- Bob Onsare - Godfrey
- Evans Mahiti - Richard
- Vibeke Windeløv - Konsul
- Lenny Juma - Politibetjent
- Yema Khalif - Mandlig receptionist
- Melissah Ommeh - Kvindelig receptionist
- Clavers Andayi - Baby Joe
- T.K. Kitana - TV-journalist
- Mugambi Nthiga - Journalist 1
- Lucy Njoroge - Journalist 2
- Christine Savani - Journalist 3
- Rogers Otieno - Bartender
- Richard Mwenda - DJ
- Azzuhra Wairimu - Pige med mistet pung 1
- Shirleen Njeri - Pige med mistet pung 2
- Joseph Karanja - Tjener
- Collins Kiboen - Stand in for Simon Lougue Larsen
- Evans Owino - Stand in for Amos Odhiambo